# Étoile de Przybylski
HD 101065
Pour les articles homonymes, voir Przybylski.
Désignations
HD 101065, officieusement surnommée l'étoile de Przybylski, est une étoile sous-géante chimiquement particulière de la constellation du Centaure située à ∼ 355 a.l. (∼ 109 pc) du Soleil (parallaxe de 9,19 ± 0,03 millisecondes d'arc). Elle est le prototype des étoiles Ap à oscillations rapides (roAp).
En 1961, l'astronome australien Antoni Przybylski a découvert que le spectre de cette étoile ne correspondait à aucun type spectral standard,.

## Champ magnétique fort
HD 101065 est clairement une étoile de type Ap, ce que confirmerait également la présence d'un champ magnétique de −1 408 ± 50 gauss.

## Oscillations rapides
HD 101065 est également le prototype des étoiles Ap à oscillations rapides (roAp). En 1978, D. W. Kurtz qui appelle cette étoile "the magnetic Holmium star" lui a découvert une période de 12,15 minutes et une amplitude de 0,01 à 0,02 mag.

## Mouvement propre rapide
Comparée à ses voisines, HD 101065 a un mouvement propre rapide de 23,8 ± 1,9 km s–1 .

## Composition chimique
L'étoile de Przybylski se caractérise par une nette sous-abondance du fer et du nickel et une surabondance inhabituelle de plusieurs éléments tels que :
- le lithium 3Li, un métal alcalin[14] ;
- le scandium 21Sc, une terre rare ;
- le strontium 38Sr, un métal alcalino-terreux ;
- l'yttrium 39Y, une terre rare ;
- le niobium 41Nb, un métal de transition ;
- peut être le technétium 43Tc, un métal de transition[15], demi-vie maximum  4,16 Ma (97Tc) ;
- le césium 55Cs, un métal alcalin ;
- le praséodyme 59Pr, une terre rare ;
- le néodyme 60Nd, une terre rare ;
- peut être le prométhium 61Pm, une terre rare[15]. demi-vie maximum 17,7 a (145Pm) ;
- l'holmium 67Ho, une terre rare[16] ;
- l'ytterbium 70Yb, une terre rare ;
- le thorium 90Th, un actinide, demi-vie  maximum 14 Ga (232Th) ;
- l'uranium 92U, un actinide, demi-vie  maximum 4,468 Ga (238U).

À noter que le rapport isotopique 6Li/7Li (lithium) est de 0,3 (abondance de 6Li : 23 %, contre 7,5 % sur Terre), ce qui suggère une production par spallation à la surface de l'étoile.
Selon une étude publiée en 2008, les raies correspondant aux actinides suivants auraient été identifiées dans le spectre d'absorption de l'étoile de Przybylski : 
- actinium 89Ac, demi-vie  maximum 227Ac : 21,772 a ;
- protactinium 91Pa, demi-vie  maximum 231Pa : 32 760 a ;
- neptunium 93Np, demi-vie  maximum 237Np : 2,144 Ma ;
- plutonium 94Pu, demi-vie  maximum 244Pu : 80 Ma ;
- américium 95Am, demi-vie  maximum 243Am : 7 370 a ;
- curium 96Cm, demi-vie  maximum 247Cm : 15,6 Ma ;
- berkélium 97Bk,demi-vie  maximum 247Bk : 1 380 a ;
- californium 98Cf, demi-vie  maximum 251Cf : 898 a ;
- einsteinium 99Es, demi-vie  maximum 252Es : 471,7 j.

Les demi-vie maximum sont celles de l'isotope le moins instable pour chaque élément, publiées par l'Agence internationale de l'énergie atomique (AIEA)

## Nature de l'objet
L'étoile de Przybylski a produit récemment ces actinides observés dans le spectre d'absorption car leur demi-vie est brève. Par exemple, la plus longue période radioactive pour l'einsteinium est de 471,7 jours pour l'isotope 252Es. Pour produire ces nucléides lourds, le processus r requiert une source de neutrons assez intense pour que les noyaux absorbent plus de quatre neutrons avant d’émettre une particule bêta, et la fusion nucléaire demande des noyaux assez lourds suffisamment accélérés pour vaincre leurs répulsion électrostatique (ex. : rayons cosmiques).
Si ces éléments instables sont produits en profondeur dans l'étoile, une convection très rapide doit les apporter à la surface avant qu'ils ne se désintègrent de sorte qu'ils soient encore suffisamment abondants pour pouvoir être détectés. Or les étoiles chimiquement particulières de type Ap ont un champ magnétique fort et une vitesse de rotation plutôt faible. Leur champ magnétique généralement élevés empêchent l'homogénéisation chimique par convection entre les différentes couches de ces étoiles.
Beaucoup de neutrons, de rayons gamma ainsi que des électrons et des noyaux atomiques très accélérés comme des rayons cosmiques frappant l'atmosphère de l'étoile de  Przybylski produiraient par spallation du lithium  et d'autres neutrons avec beaucoup de rayons X et de rayons gamma secondaires ainsi que par fusion nucléaire des noyaux d'éléments plus lourds. Une convection rapide avec les couches profondes de l'étoile ne serait plus nécessaire et une absence de convection favoriseraient le maintien des éléments produits dans l'atmosphère externe où ils absorbent la lumière émise par les couches plus basse et où leurs propres émissions sont peu absorbées.
Une supernova voisine produit beaucoup de neutrons et des noyaux atomiques très accélérés comme des rayons cosmiques. Pour qu'il reste assez d'einsteinium pour le détecter, cette supernova devait être récente (moins que 50 ans). Or, à environ 410 années-lumière, elle aurait très probablement été visible à l’œil nu, sauf si elle était cachée derrière vraiment beaucoup de poussières.
L'étoile de Przybylski aurait dû être très proche de la supernova et aurait aussi acquis une grande vitesse.
Un jet ou le disque d'accrétion d'une étoile à neutrons ou d'un trou noir proche peuvent produire  des neutrons, des rayons gamma ainsi que des électrons et noyaux atomiques très accélérés comme des rayons cosmiques. L'étoile à neutrons ou le trou noir, moins lumineux, sont plus faciles à cacher qu'une supernova et peuvent produire des rayonnements en continu.
Selon V. F. Gopka, O. M. Ulyanov, S. M. Andrievsky, une étoile à neutrons dont le plan de l'orbite serait presque perpendiculaire à notre ligne de visée près de l'étoile de  Przybylski serait indétectable (vitesse radiale trop faible pour être détectée par effet Doppler et lumière noyée dans celle de la sous-géante). L'étoile à neutrons émettrait des rayons gamma assez énergétiques pour arracher des neutrons aux noyaux, ainsi que des électrons assez énergétiques pour former des neutrons par collision avec des protons. Ces neutrons alimenteraient un processus r.

### Possible objet de Thorne-Zytkow
L'étoile de Przybylski serait peut-être un objet de Thorne-Żytkow de faible masse, résultant de la fusion d'une étoile à neutrons avec une petite étoile ou une grosse planète gazeuse.